# Matheus Pato
Matheus Antonio Souza dos Santos, mais conhecido como Matheus Pato (8 de junho de 1995) é um futebolista brasileiro que atua como centroavante. Atualmente, joga pelo Shandong Taishan.

## Carreira

### Início
Nascido em Rio Branco, capital do Acre, Matheus jogava peladas nas ruas e foi visto por um captador aos 11 anos de idade, que o convidou para jogar no Juventus do Acre, que ficava perto de sua casa. Dois anos depois chegou no Atlético Acreano, onde atuando pelas categorias de base do clube disputou as Copas São Paulo de Futebol Júnior de 2012 e 2013 (sendo também campeão juvenil nesse ano), destacando-se nesta última e sendo contratado pelo Fluminense nesse mesmo ano.

### Fluminense
Ainda em 2013, disputou a Copa São Paulo pelo Fluminense e outros torneios como de Monza e de Oldenforf. Neste último, o Fluminense foi campeão e Pato foi um dos destaques, tendo chamado a atenção do Benfica e sido emprestado por seis meses em fevereiro de 2014, onde foi atuar no Sub-19. Disputou a Liga Jovem da UEFA e alguns jogos da categoria antes retornar ao tricolor em 2014 mesmo.
No ano seguinte, teve um ano excelente no Sub-20 onde fez 19 gols no ano, 13 no Carioca e seis no Brasileiro, onde foi campeão e artilheiro da competição. Este bom desempenho lhe fez ser relacionado a uma partida pelo profissional pela primeira vez, a derrota por 1–0 para o Avaí na 17ª rodada do Brasileirão. No mesmo mês, teve seu contrato renovado até 2017. Também estava cotado para integrar o elenco que disputaria a Florida Cup de 2016 em janeiro, contudo sofreu uma lesão no tornozelo durante uma partida da Copa do Brasil e ficou de fora.

### STK Samorín
No segundo semestre de 2016, Pato foi emprestado ao ŠTK Fluminense Šamorín, clube filial do tricolor na Eslováquia à época. Contudo, teve poucas oportunidades devido a estar se recuperando da lesão sofrida no ano anterior. Em janeiro de 2017, foi anunciado que não permaneceria no clube.

### Tupi
Recuperado da lesão, Pato voltou ao Brasil e foi anunciado pelo Tupi em 17 de janeiro de 2017 juntamente com outros dois atletas, para a disputa do Campeonato Mineiro e da Série C. Começou como titular no Carijó, onde participou da campanha ativamente da campanha do clube no Mineiro e na estreia da Série C contra o Tombense, onde fez um gol no empate de 1–1. Contudo, perdeu espaço com Ailton Ferraz e disputou sua última partida pelo Tupi em 10 de junho, entrando no decorrer da vitória sobre o Macaé por 3–1 na 5ª rodada da Terceirona. Ao todo, disputou 17 jogos e fez três gols pelo clube, voltando ao STK Samorín.

### STK Samorín
Retornou ao Samorín em 2017 e no segundo jogo da pré-temporada pelo clube eslovaco acabou lesionando-se na clavícula, precisando ser operado. No início de 2018, Matheus Pato foi emprestado e retornou ao STK Fluminense Samorin para ganhar minutagem e disputar a Segunda Divisão do país. Ficou até dezembro no clube, onde teve excelente retrospecto e marcou 17 gols em 19 partidas pelo clube eslovaco, sendo 12 na Liga e 5 na Copa.

### Cuiabá
Em 8 fevereiro de 2019, foi anunciado e contratado pelo Cuiabá por empréstimo. Foi titular na campanha do título do Campeonato Mato-grossense de forma invicta, mas com a chegada de novos reforços para a disputa da Série B, Pato foi perdendo espaço e então em 17 de julho foi anunciada a rescisão de seu empréstimo de forma amigável com o Dourado. Ao todo, disputou 14 partidas pelo clube e fez quatro gols.

### Daejeon Citizen
Em 22 julho de 2019, assinou contrato com Daejeon Citzen por empréstimo até o fim do ano, com opção de compra ao final. No clube asiático somou bons números, com 15 partidas disputadas, cinco gols e três assistências.

### Fluminense
Retornou ao Fluminense em 2020 e após vários empréstimos, fez sua estreia pelo profissional do tricolor em 27 de janeiro de 2020, na goleada por 5–1 sobre o Bangu na 3ª rodada do Campeonato Carioca. Pato voltou ao Fluminense para ser integrado primeiramente ao Sub-23, mas foi relacionado por Odair Hellmann para esta partida. Entretanto, não teve mais oportunidades no time principal e entre 2020 e 2021, atuou pelo Sub-23 e disputou o Campeonato Brasileiro de Aspirantes, apesar de estar com 25 anos (o regulamento permitia até quatro atletas com idade acima). Chegou a renovar seu contrato até o fim do Campeonato devido a boa fase, onde havia feito quatro gols e distribuído duas assistências em 12 partidas. O Fluminense chegou até as semifinais do torneio. Em 25 de janeiro de 2021, anunciou sua despedida do clube através da rescisão contratual.

### Retorno ao Daejeon Citizen
No mesmo dia em que rescindiu seu contrato com o Fluminense, Matheus firmou contrato e retornou ao Daejeon, que havia defendido em 2019. Assinou contrato por um ano com opção de estender por mais um. Apesar de ter chegado em março à Coreia do Sul, cumpriu um período em quarentena e foi oficialmente anunciado em março. Ajudou o clube coreano a terminar na terceira posição da K League 2, conseguindo uma vaga na disputa dos Playoffs para o acesso à primeira divisão apesar de não ter conquistado o acesso. Pato fez 26 partidas com três gols e duas assistências nesta segunda passagem pelo time coreano.

### Borneo FC
Em 7 de agosto de 2022, assinou com o Borneo FC, da Indonésia, até o meio de 2023. Sua estreia ocorreu em 16 de junho de 2022, na vitória por 1–0 sobre o Madura United na Copa do Presidente. Com as excelentes atuações, em 20 de março foi anunciada a extensão de contrato para 2025.
Pelo clube indonésio, Pato foi o artilheiro da Ásia com 31 gols feitos, sendo 25 na Liga Indonésia (em 32 jogos) e seis na Copa do Presidente, sendo artilheiro em ambas as competições. Sua última partida pelo clube foi na vitória por 2–1 sobre o Barito Putera no dia 21 de julho de 2023, em jogo da Liga Nacional. Ajudou o clube a alcançar o quarto lugar na Liga Nacional, a melhor de sua história.

### Shandong Taishan
No dia 26 de julho, foi oficialmente anunciado como reforço do Shandong Taishan. Pato estreou quatro dias depois na vitória por 3–0 sobre o Beijing Guoan em partida da Superliga Chinesa. Em sua segunda partida pelo clube no dia 4 de agosto, Pato entrou no segundo tempo e fez seu primeiro gol pela equipe, além de distribuir uma assistência na goleada de 6–1 sobre o Hakka FC, também pela Superliga.

## Vida pessoal
Matheus tinha o apelido "Pato rouco" quando ainda jogava no Acre, por causa de sua voz rouca. Ao chegar na base do Fluminense, já havia um outro Matheus, tendo tornado-se Matheus "Pato" por sugestão do coordenador do clube para diferenciar. Seu pai, Antônio José, chegou a atuar na base do Juventus do Acre, clube que o atleta iniciou a carreira, mas acabou não seguindo carreira.

## Títulos

### Cuiabá
- Campeonato Mato-grossense: 2019

### Prêmios individuais
- Artilheiro do Campeonato Indonésio: 25 gols
- Artilheiro da Copa do Presidente: 6 gols